# Union (Union-Album)
Union ist das am erstmals am 4. Mai 1998 erschienene Debütalbum der gleichnamigen US-amerikanischen Hard-Rock-Band.

## Entstehungsgeschichte
John Corabi, ehemals Sänger von The Scream, hatte 1992 nach zwei Auditions das Angebot bekommen, Vince Neil als Sänger bei Mötley Crüe zu ersetzen. Auf Druck der Schallplattenfirma wurde er jedoch am 13. September 1997 wieder entlassen. Bruce Kulick, der seit 1984 Leadgitarrist bei Kiss war, war nach Fertigstellung des Albums Carnival of Souls im Zuge der 1996 erfolgten Wiedervereinigung der Gründungsmitglieder von Kiss ebenfalls entlassen worden, beide waren daher in ähnlichen Lebenssituationen.
Beide kannten sich und schrieben einige Songs zusammen. Als sie bemerkten, dass es gut funktionierte, nahmen sie erste Demos auf. Unterstützt wurden sie dabei von Curt Cuomo, der zuvor auch schon mit Kiss am Album Carnival of Souls gearbeitet hatte. Sie entschlossen sich zur Aufnahme eines Albums und komplettierten sich mit dem Schlagzeuger Brent Fitz (heute in der Band von Slash) und dem Bassisten Jamie Hunting zur Gruppe. Die Band erhielt einen Plattenvertrag bei Mayhem Records.
In den USA wurde im Januar 1998 Old Man Wise als Promosingle für das Radio veröffentlicht, als offiziell erhältliche Single erschien das Lied im März 1998. Das Album wurde im Mai 1998 in zwei Ausgabeformaten, nämlich als CD und als Schallplatte, veröffentlicht. Für den japanischen Markt wurde ein von Bruce Kulick gesungener Bonustrack mit dem Titel For You ergänzt, außerdem hatte die japanische Ausgabe des Albums ein anderes Cover.
Im Laufe des Jahres 1998 gingen die Veröffentlichungsrechte an Spitfire Records. Diese Firma legte das Album neu auf und veröffentlichte es am 20. Juli 1999 erneut. Die Neuauflage enthielt als Bonustrack eine Coverversion des Beatles-Songs Oh! Darling.

## Wiederveröffentlichung
Am 1. März 2022 begann die Vorbestellungsphase für die ausschließlich auf Schallplatte erhältliche und auf 500 Exemplare limitierte Neuauflage des Albums, das für die Wiederveröffentlichung um vier Bonustracks erweitert wurde. Bereits am 3. März 2002 war eine Bestellung nicht mehr möglich. Der Titel For You, der 1998 als Bonustrack ausschließlich auf der japanischen Ausgabe des Albums enthalten war, wird damit erstmals außerhalb Japans veröffentlicht.

## Titelliste
| Nr.          | Titel                                                 | Autor(en)                                                | Länge |
| ------------ | ----------------------------------------------------- | -------------------------------------------------------- | ----- |
| 1.           | Old Man Wise                                          | Bruce Kulick, John Corabi, Curtis Cuomo                  | 4:17  |
| 2.           | Around Again                                          | Kulick, Corabi, Cuomo                                    | 6:10  |
| 3.           | Pain Behind Your Eyes                                 | Kulick, Corabi, Cuomo                                    | 4:33  |
| 4.           | Love (I Don’t Need It Anymore)                        | Kulick, Corabi, Cuomo                                    | 3:44  |
| 5.           | Heavy D                                               | Kulick, Corabi, Cuomo                                    | 5:41  |
| 6.           | Let It Flow                                           | Kulick, Corabi, Cuomo                                    | 6:09  |
| 7.           | Empty Soul                                            | Cuomo, Burleigh Johnson, Don Kirkpatrick, Corabi, Kulick | 4:50  |
| 8.           | October Morning Wind                                  | Kulick, Corabi, Cuomo                                    | 4:09  |
| 9.           | Get Off My Cloud                                      | Kulick, Corabi, Cuomo                                    | 4:08  |
| 10.          | Tangerine                                             | Kulick, Corabi, Cuomo                                    | 4:43  |
| 11.          | Robin’s Song                                          | Corabi                                                   | 4:28  |
| 12.          | Oh Darling (Bonustrack, Wiederveröffentlichung, 1999) | John Lennon, Paul McCartney                              | 3:57  |
| Gesamtlänge: | Gesamtlänge:                                          | Gesamtlänge:                                             | 58:11 |

## Rezeption
Rock Hard vergab in seiner Rezension sechs von zehn möglichen Punkten und schrieb über das Album, „Kiss-Devotees, die schon bei Carnival Of Souls das kalte Grausen“ bekommen hätten, würden „sich bei Union allerdings erst recht die Kugel geben.“ „Die Scheibe alterna-“rocke, „was das Zeug“ halte. Die Strukturen seien „generell im Neunziger-Jahre-Allerwelts-Rock angesiedelt,“ und Corabi singe „mit entsprechender Phrasierung.“ Dennoch seien „einige seiner Melodien nicht so flach ausgefallen wie erwartet.“ Es gebe „sogar ein paar kleine Hits.“ Pain Behind Your Eyes sei „z. B. so ein Stück, das man schon nach dem ersten Hör nicht mehr aus dem Schädel“ bekomme. Andererseits hätten sich aber „auch diverse Stinker eingeschlichen“, und Corabi sei „nun mal kein Paul Stanley, der stimmlich auch den einen oder anderen mittelprächtigen Track retten würde.“ „Unterm Strich“ koste das Union „’ne Note im ‚guten‘ Bereich.“
„Tatsächlich“ liege Unions „Fokus auf kräftigem, aber melodischem Alternative Rock, der mehr mit Pearl Jam, Nirvana, Soundgarden und Stone Temple Pilots gemein“ habe „als Kiss oder Mötley Crüe“, schrieb Allmusic.com. Love (I Don’t Need it Anymore) möge „noch auf glatten Corporate Rock der 1980er Jahre anspielen, aber Heavy D..., Tangerine“ (das „weder mit dem Led Zeppelin-Klassiker, noch mit dem 1940er Bigband-Hit von Jazzer Jimmy Dorsey verwechselt“ werden solle), „Old Man Wise und die meisten der anderen Edelsteine auf dieser CD“ seien „den Dingen, die man von einem der Alternative-Outfits aus Seattle der 1990er“ bekomme, „nicht unähnlich.“ Corabi und Kulick klängen, als „würden sie diese unerwartete Richtung genießen,“ und das Ergebnis sei „eine der stärksten Rock-Veröffentlichungen des Jahres 1998.“